# Juan Pablo Presentado
Juan Pablo Presentado (Mar del Plata, Argentina, 10 de octubre de 1990) es un futbolista argentino. Jugó en Aldosivi de Mar del Plata, y actualmente se desempeña en Racing Athletic Club de Olavarría, provincia de Buenos Aires. Es afroargentino.
Su padre, Rubén Darío Presentado, fue jugador de fútbol en la década de 1980. Jugó para Círculo Deportivo de Comandante Nicanor Otamendi. Su hermano, Matías Isidoro Presentado, también es futbolista. de la Primera División de Venezuela.